# Akiko Omae
Akiko Omae (japonés:大前綾希子, Nació el 29 de enero de 1993) es una jugadora de tenis japonesa.
El 3 de abril de 2017, Omae alcanzó su mejor ranking individual el cual fue la número 188 del mundo. El 21 de noviembre de 2016, Omae alcanzó su mejor ranking de dobles el cual fue la número 95 del mundo. Omae ha ganado cinco títulos individual y quince títulos de dobles en la ITF.

## Títulos WTA (0; 0+0)

### Dobles (0)
| Leyenda                    |
| -------------------------- |
| Grand Slam (0)             |
| Juegos Olímpicos (0)       |
| WTA Tour Championships (0) |
| Premier Mandatory (0)      |
| Premier 5 (0)              |
| Premier (0)                |
| International (0)          |

#### Finalista (1)
| N.º | Fecha                    | Torneos | Superficie | Pareja             | Oponentes                        | Resultado |
| --- | ------------------------ | ------- | ---------- | ------------------ | -------------------------------- | --------- |
| 1.  | 25 de septiembre de 2016 | Seúl    | Dura       | Peangtarn Plipuech | Kirsten Flipkens Johanna Larsson | 2-6, 3-6  |